# Euscelidia popa
Euscelidia popa là một loài ruồi trong họ Asilidae. Euscelidia popa được Dikow miêu tả năm 2003. Loài này phân bố ở miền Ấn Độ - Mã Lai.